# Theodor Krausbauer
Friedrich Heinrich Theodor Krausbauer (* 1. Mai 1857 in Kleinenbremen bei Minden; † 17. Mai 1925 in Naumburg an der Saale) war ein deutscher Lehrer, Stadtschulrat und Schriftsteller.

## Leben und Wirken
Der Vater Heinrich Krausbauer war Lehrer und leitete das neue Erziehungsheim Gotteshütte zu Kleinenbremen (1854–1858), die Mutter war Mathilde, geborene Ehrlich.
Theodor Krausbauer besuchte das Lehrerseminar in Homberg und war danach als Volksschullehrer in mehreren Orten in Hessen tätig.
Seit 1881 unterrichtete er an der Landwirtschaftsschule in Weilburg an der Lahn, bald danach dort als Oberlehrer für Geschichte, Deutsch, Französisch und Naturlehre. 1901 promovierte er in Marburg zum Dr. phil. 
1904 wurde Theodor Krausbauer zum Kreisschulinspektor in Wreschen in der Provinz Posen ernannt und 1912 zum Stadtschulrat in Posen.
Er starb 1925 in Naumburg an der Saale.
Theodor Krausbauer veröffentlichte zahlreiche Bücher, darunter viele Heimaterzählungen für Schüler, außerdem pädagogische Literatur und eine Autobiographie (1920). Er gab auch mehrere pädagogische Zeitschriften heraus.
In seinen Schriften wollte er Kindern und Lehrern Erzählenswertes aus verschiedenen Lebensbereichen vermitteln. Seine politische Grundeinstellung war deutschnational, sie verzichtete aber weitgehend auf Ausfälle gegen andere Lebensentwürfe und Nationalitäten (wie Polen in der Provinz Posen).